# Marshal Law
 (mai 2022).
Marshal Law est une bande dessinée créée par le scénariste britannique Pat Mills et le dessinateur britannique Kevin O'Neill. La série a été publiée pour la première fois par Epic Comics, une filiale de Marvel Comics, en 1987.
La série est une satire de l'industrie des super-héros et de la société dans son ensemble. Elle explore des thèmes tels que la violence, le fascisme, la célébrité, la politique et la nature de la justice dans un monde où les super-pouvoirs sont monnaie courante. Les dessins de Kevin O'Neill se caractérisent par leur style brutal et grotesque participant à l'atmosphère de la série.
L'histoire se déroule dans un monde de super-héros, où le personnage principal, Marshal Law, est un ancien soldat qui a été transformé en justicier pour traquer et éliminer les super-héros corrompus ou qui abusent de leurs pouvoirs. Marshal Law est un personnage sombre et violent, qui n'hésite pas à utiliser la force pour atteindre ses objectifs.
Marshal Law a connu plusieurs séries limitées et spin-offs au fil des ans, ainsi que des adaptations pour la télévision et les jeux vidéos. Elle est souvent considérée comme une œuvre importante du genre de la bande dessinée de super-héros, en particulier pour son approche satirique et subversive.

## Le personnage
Marshal Law est officiellement un policier, employé par le gouvernement pour « gérer » les gangs de super héros (souvent des vétérans de La Zone) dans le quartier le plus dangereux de San Futuro (San Francisco après un séisme qui a ravagé la ville). Il est lui-même un vétéran de La Zone (Panama, Équateur, Brésil et Venezuela) qui a pour identité civile Joe Gilmore[pas clair].
Comme tous les Screaming Eagles employés par le gouvernement pour sa guérilla anticommuniste sud américaine, il a été transformé en super-héros. Le personnage a été modifié génétiquement pour l'empêcher de ressentir la douleur, au moyen d'une réponse (feedback) électrique générée par son système nerveux bloquant toute information relative à la douleur. Cette absence de ressenti est probablement liée à sa force, son endurance et son agilité supérieure (voir aussi Darkman de Sam Raimi, 1990). Cela explique aussi sa psyché décalée, qui nourrira beaucoup l'évolution du personnage.
Son supérieur direct est le commissaire Mac Gland.

## Histoires

### Marshal Law: Fear and Loathing

#### Publications
Le premier arc, composé de 6 numéros de 28 pages, est sorti aux États-Unis chez Epic Comics (filiale adulte en creator own de Marvel Comics) entre octobre 1987 et avril 1989. Il est titré a posteriori pour le paperback (livre de poche) américain Fear and Loathing (juin 1990) et a fait l'objet d'une traduction en français par la maison d'édition Zenda en 3 tomes (septembre 1989 à mai 1990).
Les six comics d’origine sont supérieurs en qualité par rapport aux autres comics de l’époque (papier glacé). Kevin O'Neill utilise la peinture directe pour cette première histoire.
Concernant l’édition française, les couvertures, ainsi que les 2e, 3e et 5e de couverture, sont exclusives à l’édition ; le format est agrandi au format A4 pour permettre une meilleure qualité de lecture. Certaines planches présentent de légers dédoublements. Le papier est de qualité supérieure (en épaisseur notamment). Toutes les couvertures originales sont reprises. Dans l'édition originale, des citations ouvrent chacune des 6 parties de l’histoire. Elles sont encadrées par des rideaux de théâtre sur un fond constitué d’une photo. En noir et blanc peu contrasté, elles n’ont pas été imprimées dans l’édition française. Elles sont même parfois légèrement différentes dans le livre de poche anglais (épisode 1 et 4).
L'édition américaine du livre de poche est au même format et dans la même qualité que les comics d’origine. Toutes les couvertures originales sont reprises. Cette édition inclut huit pages de prologue inédites, précisant le monde dans lequel évolue le héros, ainsi que sa genèse. Y sont présentées une version rajeunie du commissaire Mac Gland et la première apparition du Private Eye qui aura son propre arc : Kingdom of the Blind la même année de parution que ce paperback. La dernière de ces 8 pages inédites, enchaîne avec la couverture du premier épisode. Ce prologue a été aussi proposé aux lecteurs britanniques du magazine Toxic! (#14 et 15 : titré pour l’occasion Rites of passage), sous la forme d'un flash back entre The Hateful Dead et Super Babylon, accompagné de 2 nouvelles pages inédites le rattachant à cette histoire.
En 1990, le magazine anglais bimensuel Strip (Marvel UK) a publié cette première histoire, à raison de 2 numéros pour un comics d’origine (du numéro 1 au 12 inclus). L’intérêt de cette version est qu’elle est au format magazine (A4), et imprimée sur du papier de qualité supérieure (glacé).
L’édition Graphitti Designs limitée à 1500 exemplaires signés par les auteurs, sortie aux États-Unis en 1990, reprend la totalité du contenu du paperback d'Epic Comics, plus l’histoire Marshal Law Takes Manhattan (simplement titrée ici Crime and Punishment). Cette édition en hardcover simili cuir comme couverture, contient 16 pages de matériel éditorial ; elle inclut, entre autres, des croquis préparatoires et l’intégralité du matériel exclusif à l’édition française.
Le paperback anglais, sorti chez Titan Books en 2002, reprend l’intégralité du contenu du paperback américain, prologue inclus (à l'exception de la préface de Clive Barker, remplacée par une préface de Pat Mills). Par contre, la couverture diffère (visuel du premier tome de l’édition française), et il possède des illustrations bonus d’O'Neill datées de 1995, initialement prévues pour un projet de film finalement abandonné.

#### Résumé de l’histoire
Un mystérieux super héros volant, le Marchand de Sable, assassine des femmes ayant revêtu le costume de Céleste, super héroïne aux pouvoirs de séduction décuplés. L’enquête de Marshal Law, l’amène à soupçonner le Super Patriote (que, par ailleurs, il déteste cordialement), héros de la nation, enfant chéri du peuple et, accessoirement, compagnon de Céleste.

#### Thèmes abordés
Le propos principal de cette première histoire est d’évoquer le dévoiement du rêve américain. Au travers de l’exaltation patriotique, il glorifie aux yeux du public les guerres ou autres missions moralement douteuses. La cible principale, ici, est l’image véhiculée par le héros et enfant chéri de la nation : le Super Patriote (au look très « Supermanien »). Cette première aventure va théoriser et prophétiser le changement de ton que connaîtra l’industrie des comics dans la décennie suivante : des univers plus cyniques et une multitude de personnages au « côté sombre » très marqué. Elle annonce le passage de flambeau entre 2 modèles de Super Héros, illustré par le fils du Super Patriote, qui va finalement choisir Marshal Law comme figure paternelle.

#### Traduction française
La traduction est assurée par Stéphane Salvetti et le lettrage par Martine Segard. Le traducteur a, par exemple, eu la lourde tâche de trouver des équivalents français à la multitude de noms de super héros, et de s’assurer qu’ils restent accrocheurs, sans trahir le sens original. Le Marchand de Sable, est, par exemple, une bonne traduction pour The Sleepman (en v.o.), bien que son sens ne soit pas forcément très connu du lectorat actuel (et même de l’époque). En outre, cette appellation ne permet pas de mettre en valeur l’ironie poétique de la toute dernière case de l’épisode 5, où le Sleepman mourant dit : « … can sleep forever ».
La solution de facilité aurait été de laisser tels quels les noms des personnages. Il y a de rares exceptions : le titre intraduisible du second épisode « Evilution », qui est en anglais la contraction des mots evil et evolution.
La comparaison des 2 versions, ne révèle aucun contre-sens.
On peut signaler quelques points :
- À la planche 22 de l’épisode 6, il manque dans la case 2 (panneau noir), la fin de la phrase : « Il ne doit jamais manifester de faiblesses honteuses, jamais s’effondrer en larmes. » Ce n’est pas anecdotique ; cette attitude du Marshal pleurant contredirait le profil psychologique des super-héros qui est fait parallèlement dans la narration. Elle pourrait alors faire écho à la troisième case de la planche 26, où à nouveau ce type de narration est utilisé (accentuant le fait que Marshal Law, n’est pas un personnage unidimensionnel).
- À la planche 27 de l’épisode 5, dans la troisième case, le mot « midi », est la traduction de high noon dans la v.o. High Noon est en fait le titre original de Le Train sifflera trois fois, une des références de Western en matière de duels épiques.
- Sans être un problème, il y a inversion entre le texte des deux premières cases des planches 22 et 24 de l’épisode 6.
- Les assertions psychologiques issues de la thèse de Lynn sont directement écrites sur le dessin (pas de cadre) dans la v.o.. Pour l’édition française, la traduction de ces textes a obligé l’éditeur à utiliser des cadres à fond noir, ce qui élimine une petite partie du dessin à chaque fois.